# 정재은 (가수)
정재은 (鄭在恩. 일본: Cheuni, 1964년 8월 25일~ )은 대한민국 가수이면서 일본의 엔카 가수이다.
정재은은 서울에서 가수 이미자의 장녀로 태어났다. 하지만 1966년 부모님의 이혼 후 아버지와 같이 생활하였는데 당시 대한민국 콘트라베이스 연주자였던 아버지 정진흡은 3류 악단장으로 전락하게 되고 더더욱 아버지가 진 빚으로 인하여 지방을 전전하며 비닐하우스에서 잠을 자거나 여인숙 주인에게 이미자의 딸이라고 말하며 잠동냥까지 하며 힘들게 살았다.
정재은은 2세 때 이미자와 헤어진 뒤 1969년, 외할아버지가 정재은을 납치하여 이미자와 만났다. 이때 이미자는 "엄마와 함께 살래?" 라고 물었고 정재은은 "어머니는 너무 많은걸 가졌고 아버지는 내가 없으면 아무것도 없으니 아버지와 함께 살겠습니다라"고 말한 뒤 몇 일후 헤어졌다고 한다. 이렇게 정재은은 이미자와의 짧은 만남 후 다시 헤어졌다.
1971년, 만 7살이 되던 정재은은 악극단에 소속되어 본격적으로 노래를 부르기 시작하여 1973년, 데뷔앨범인 스필릿앨범에서 〈나의 엄마〉, 〈즐거운 일요일〉, 〈꼬마 운전사〉를 발표하였다. 1978년, 서울시민회관에서 열린 MBC 국제가요제에서 〈무지개 피는 곳에〉를 불러 특별상을 수상하였다. 이 대회는 국내가수 9명과 해외(동남아)가수 9명이 참가 하였으며 필리핀의 하지 알레얀드로 군이 대상을 수상하고 중학교 2학년으로 최연소로 출전한 정재은이 특별상을 수상하였다. 1979년부터 본격적으로 일본 가요계에 픽업되어 싱글앨범 3장과 LP 1장을 발표하며 각광을 받았다.
1981년, 당시 정란여자상업학교 2학년에 재학 중이던 고등학생 정재은은 일본에서 〈물망초〉를 취입하는 등 일본에서 처음으로 활동을 시작하고 국내에서는 《항구》를 불러 MBC 가요순위 12위에 그쳤지만 레코드 판매부문에서는 조용필에 이어 정재은이 전체 2위를 차지하였다. 그리고 그 해 KBS 가요대상에서 여자 신인상을 수상하는 영광을 누리게 된다. 1983년에는 가수 라나에 라스포의 한민이 1970년대에 부른 〈어차피 떠난 사람〉을 리메이크한 앨범을 발표하며 데뷔 이래 가장 많은 인기를 얻어 전성기를 구가하였다.
그러나, 1986년 아버지가 큰 빚을 지고 몰래 일본으로 도피를 떠나자 이로 인해 갑자기 아버지의 채무를 모두 떠안게 된 정재은은 모든 것을 잃고 하루 아침에 거리로 내몰리게 되는 신세가 돼버렸다. 1987년에 강남 태극당 예식장에서 정재은은 라디오 진행자로 활약하던 5살 연상 한신우와 결혼식을 올리게 되지만 결혼과 동시에 얼마 지나지 않아 이혼하였다.
1999년에 한국에서 활동하기가 점점 어려워지자 일본으로 건너간 정재은은 엔카 가수로 인기를 누비던 김연자의 권유로 일본 음반계에 거물 김호식과 만남을 가져 정재은은 일본에서 Cheuni이라는 예명으로 데뷔하게 되었다. 이를 계기로 현재까지 일본에서 엔카가수로 활동중인 정재은은 일본에서 공식적으로 데뷔하여 데뷔곡 〈東京トワイライト〉로 일본 레코드대상 신인상을 수상하고 오리콘 차트 엔카 부문 연속 1위, 3년 연속 일본 유선대상 유선음악 우수상, 일본 유선방송대상 골드리퀘스트상 등을 수상하는 등 성공적으로 자리매김하며 김연자, 장은숙, 계은숙 등과 함께 일본 가요계를 대표하는 한류가수로 주목받았다.
2009년에는 〈ガラスの東京タワー〉로 USEN 주간 차트 엔카 부문에서 2주 연속 1위를 차지하는 성과를 냈다. 〈ガラスの東京タワー〉는 정재은의 애절한 보이스가 잘 묻어난 곡으로 도쿄타워에서 직접 쇼케이스를 가져 관심을 끌었다. 이 곡은 음반 발매 당일인 16일 일본의 국민 밴드 미스터 칠드런을 제치고 USEN 종합 리퀘스트 순위 1위를 차지하기도 했다. 현재 일본에서 생활하면서 한국과 일본을 오가며 활동을 하고 있으며 2025년에 개봉한 영화 고독한 미식가 더 무비에서는 남풍도 거주민인 해영 역으로 출연하기도 했다.

## 학력
- 정란여자상업고등학교(83년 졸업)
- 서울예술대학교 국악과(졸업)

## 가족
- 아버지는 대한민국 콘트라베이스 연주자 정진흡이다.
- 어머니는 1959년에 〈열아홉 순정〉으로 데뷔한 가수 이미자이다.

## 정규 음반

### 대한민국
- 2005년 10집 〈처음부터 지금까지/ 못다한 사랑〉
- 1997년 9집 〈애조/ 바보 같은 사랑〉
- 1991년 8집 <이미 오래전부터/사랑같은건 안할래>
- 1988년 7집 〈망향의 여인/ 남자인데〉
- 1985년 6집 〈사랑의 사슬/ 외항선 사나이〉
- 1984년 5집 〈무정한 당신/ 당신은 나의 열쇠예요〉
- 1983년 4집 〈사랑뿐이야/ 어차피 떠난 사람〉
- 1982년 3집 〈짝 잃은 철새/ 당신은 당신은〉
- 1982년 2집 〈연락선/ 찾아온 여인〉
- 1981년 1집 〈내가 떠난 뒤에/ 항구〉
- 1978년 데뷔앨범 <행복의 길/ 무지개 피는 곳에>

### 일본
- 2009년 8집 〈가라스노 도쿄타와〉
- 2005년 7집 〈とまどいルージュ〉
- 2004년 6집 〈おもいでよ〉
- 2003년 5집 〈冬のひまわり/ 地上線〉
- 2002년 4집 〈セピア色の雨/ 最愛のひと〉
- 2001년 3집〈星空のトーキョー〉
- 2000년 2집 〈Tokyoに雪が降る〉
- 1999년 1집〈トーキョー・トワイライト〉

## 수상 내역
- 2002년 ALL JAPAN 리퀘스트 어워드 골드 리퀘스트상, 제35회 일본유선대상 유선음악우수상
- 2001년 ALL JAPAN 리퀘스트 어워드 골드 리퀘스트상, 제34회 일본 유선대상 유선음악 우수상
- 2000년 제42회 일본 레코드대상 신인상, 제33회 일본유선대상 유선음악우수상, 제33회 일본 유선방송 대상 골드 리퀘스트상

## 노래에 얽힌 일화
〈사랑의 거리〉(작사: 정은이, 작곡: 남국인)는 문희옥의 곡으로 알려져 있지만 사실은 정재은의 곡이다.이 곡은 1985년 정재은이 발표한 《6집 사랑의 사슬 / 외항선 사나이》앨범의 수록곡으로 발표 당시 주목을 받지 못했다. 그로부터 3년이 지난 1989년에 새롭게 편곡을 하여 문희옥의 《2집 사랑의 거리 / 찬바람》앨범에 타이틀곡으로 쓰이면서 대히트를 기록했다. 정재은이 부른 버전은 총 2절로 되어 있고 문희옥 버전은 2절 끝나고 1절을 한번 더 반복하는 신사동 그사람 스타일의 3절로 되어있다. (이유는 신사동 그사람이 정은이 작사/ 남국인작곡의 1988년 주현미 7집 앨범 B면 타이틀곡인데 정은이가 2절까지 하고 1절의 가사를 한번더 부르면서 그 가사를 3절로 하는 가사를 하자 제안했기 때문이다.)
〈어차피 떠난 사람〉 (작사: 김동찬, 작곡: 김수환)은 원래 라나에 라스포의 라스포역을 맡았던 한민이 1980년에 발표해서 라디오에서 방송을 타기 시작하다가 중간에 한민이 그만두고 정재은이 1983년에 이 곡을 우연히 알게 되어 자기가 직접 리메이크하였다. 원래 한민 버전은 댄스 버전(디스코)였으나 정재은이 리메이크했던 버전은 정통 트로트 버전이다.
<사랑뿐이야>(작사:지명길, 작곡:정민섭)은 원래 작곡가 정민섭이 직접 작사까지한 1980년에 발표된 가수 박지영의 <어찌 할까요>이었으나 나중에 작사가 지명길선생이 가사를 새로 개사를 하여 1983년 정재은의 3집 앨범 A면 타이틀곡으로 수록 되었다.

## 출연작

### 영화
- 2025년 《고독한 미식가 더 무비》- 해영 역 (스크린 데뷔작)

## 참고 사항
- 어머니 이미자가 원작(TBC) 주제가를 부른 KBS 2TV 아씨가 아침 TV 소설로 기획될 당시 주제가 가수 물망에[6] 오르기도 했다.
- 주제가 가수 물망에 오르기도 한[7] KBS 2TV 아씨에서 수만 역을 맡았던[8] 최재성 등과 대학 동기이기도 하다.